# Estadio Silvestre Octavio Landoni
El Estadio Silvestre Octavio Landoni es un estadio de Uruguay ubicado en la ciudad de Durazno en el departamento homónimo.
Posee una capacidad de 10500 espectadores sentados. Pertenece a la Municipalidad de Durazno, pero es cedido a clubes del departamento.
Anteriormente fue el estadio donde la Asociación Atlética Durazno Fútbol Club ofició de local durante su permanencia en la Segunda División Profesional de la AUF, hasta la desaparición del club en 2011.
Cuenta además con una pista de atletismo alrededor del campo de juego, por lo que dentro del escenario se desarrollan varias disciplinas.

## Historia

### Construcción

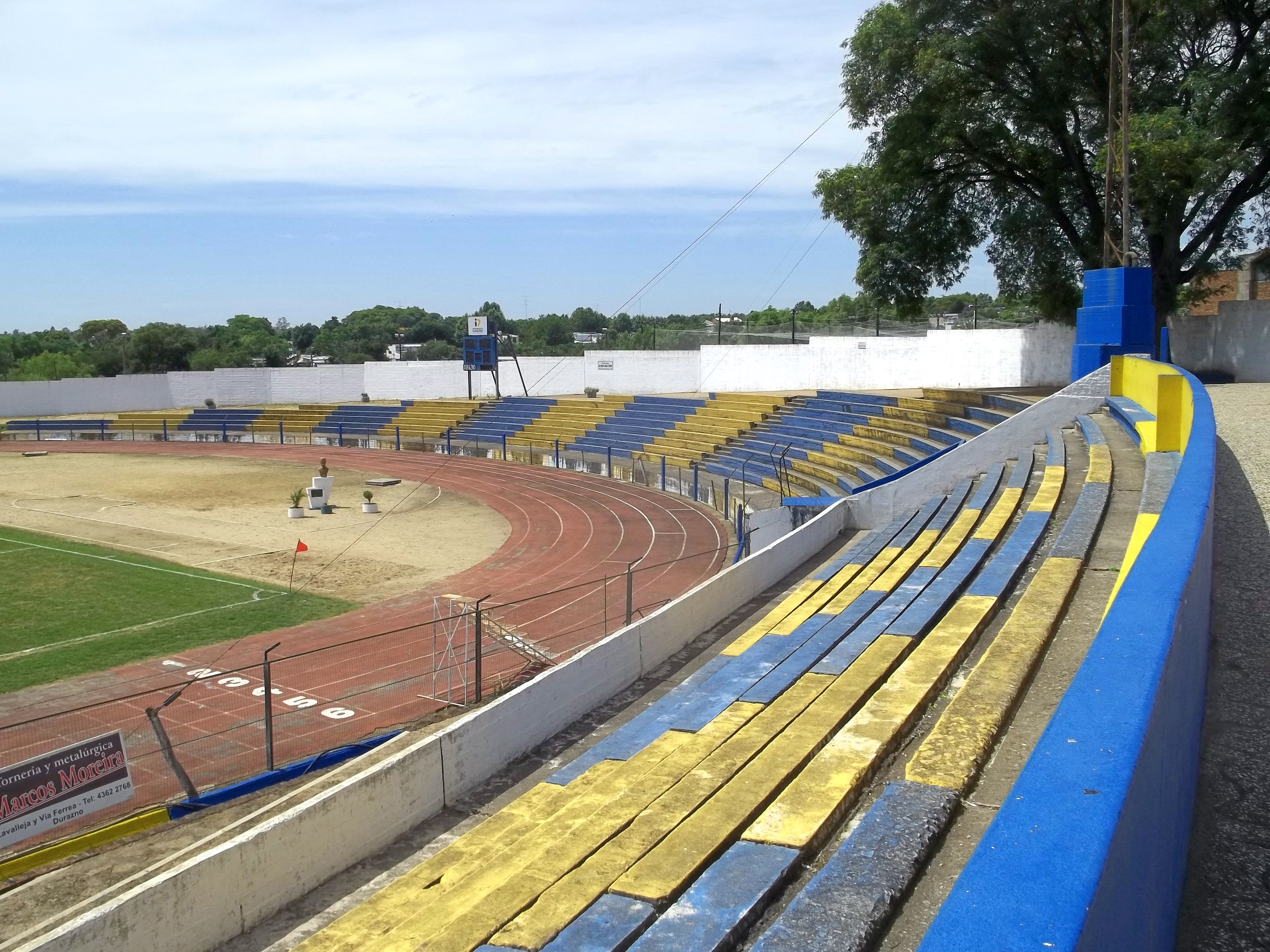
El estadio antes de la reforma.

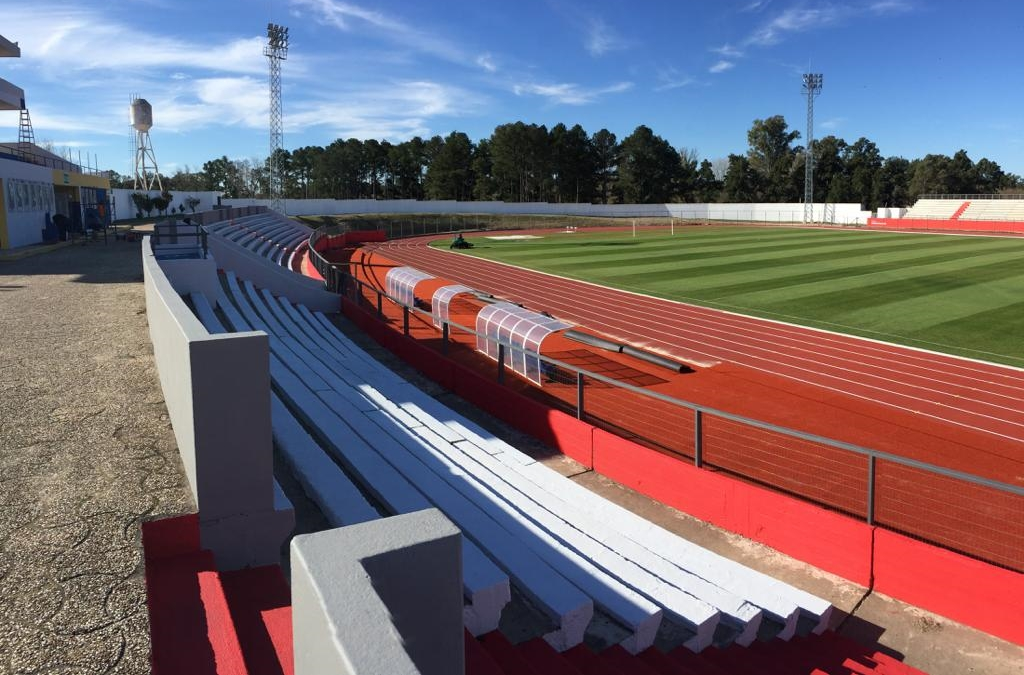
Vista de la tribuna principal.

El estadio Silvestre Octavio Landoni es el principal escenario de fútbol del departamento de Durazno. Se inauguró el 26 de enero de 1952, pero desde su apertura no había tenido reformas considerables.
Sus tribunas solían ser azules y amarillas, compartiendo colores con el escudo y la bandera del departamento. Su capacidad original fue de 6 mil personas, y con el paso del tiempo apenas se incrementó en 2 mil asistentes más.

### Reforma
En los últimos años, el estadio se convirtió no solo en referencia de infraestructura dentro del Departamento de Durazno, sino en todo el interior del país, luego de una importante reforma que se anunció a principios de 2017 y que se finalizó en 2019, con la colocación de una pista de atletismo.
Las reformas abarcaron la remoción del césped, la colocación de un nuevo sistema de drenaje, construcción de nuevas tribunas más amplias y modernas, nuevos bancos de suplentes, nueva pista de atletismo, reforma de vestuarios, nueva red lumínica, entre otros cambios. De esta manera, se convirtió en uno de los estadios más modernos fuera de la capital, aunque dichas reformas no modificaron, en esta etapa de obras, la capacidad del estadio, que desde hace años solo recibe a 8.000 espectadores sentados. Si las tribunas fuesen continuas a los cuatro lados del campo de juego, su capacidad total sería cercana a las 15 mil personas.
En febrero de 2022 el estadio inauguró su nueva iluminación led, compuesta por 48 nuevas luminarias de 1.500 watts cada una (doce por cada torre, y todas ellas con encendido electrónico). Las torres no solo brindan luz al campo de juego, sino que además están colocadas para iluminar también la pista de atletismo exterior a la cancha.
En junio de 2025 se inaugura la tribuna norte del Estadio, denominada "Campeones del Sur y del Interior", en homenaje a los integrantes de la Selección de Durazno de todas las épocas.La capacidad total del estadio pasó a ser de 10.500 espectdores sentados

### Eventos deportivos
Desde su reforma, se realizan gestiones para impulsar al estadio Landoni como punto se referencia en eventos futbolísticos, tanto por su estratégica ubicación geográfica (en el medio del territorio nacional) como por su renovado estado. La más reciente, que además es impulsada por la buscada descentralización del fútbol uruguayo en Montevideo, fue la designación para que el estadio organizara la final de la Supercopa Uruguaya 2022, entre Peñarol y Plaza Colonia.
A días del evento, la Intendencia de Durazno comunicó que no serían los organizadores del encuentro, debido al incremento de contagios por Covid-19. Finalmente, el partido fue trasladado al Estadio Domingo Burgueño Miguel, y el encuentro sería ganado por el aurinegro, tras un autogol en el cuarto minuto de adición luego de haber cumplido los 30 minutos reglamentarios del alargue.
De todas formas, entre la AUF y la Intendencia, trabajan para organizar otros futuros eventos deportivos en el estadio.

## Tribunas
- Tribuna de los Campeones José Guillermo Vera: Tribuna principal, orientación oeste. Homenaje al histórico número 5 de la Selección de Durazno, uno de los grandes ídolos de la "Roja del Yí". Alberga 4000 espectadores.
- Tribuna Antonio Alzamendi: Tribuna este. Homenaje al mejor jugador nacido en Durazno en toda la historia, quien jugara en ambos clubes grandes del país, y que fuese campeón de América con la selección uruguaya en 1987, así como campeón de América y del mundo con River Plate argentino en 1986.Capacidad 2500 espectadores.
- Tribuna Alfredo "Chuco" Zarza: Tribuna sur. Homenaje al futbolista integrante de la famosa "época de oro" del fútbol duraznense, que entre los años 1950 y 1962, cosechó 13 títulos oficiales, con 8 campeonatos del Sur y 5 del Interior. Años después fue DT de Durazno en 1985/86. Falleció en este mismo estadio mientras dirigía a Durazno por el campeonato local. Capacidad 2000 espectadores.
- Tribuna Campeones del Sur y del Interior: Tribuna norte. Nombre en homenaje a los todos los campeones con la Selección de Durazno a lo largo de su historia. Capacidad 2000 espectadores.